# أوزينوكساسين
أوزينوكساسين (Ozenoxacin)، الذي يباع تحت الإسمين التجاريين أوزانيكس(Ozanex )و كسيبي( Xepi )، هو مضاد حيوي يستخدم لعلاج القوباء.  يشمل ذلك القوباء الناجمة عن المكورات العنقودية الذهبية المقاومة للميثيسيلين (MRSA).  و يطبق على الجلد على شكل كريم. 
نظرًا لأن كمية قليلة منه يتم امتصاصها من خلال الجلد، فإن الآثار الجانبية لهذا الكريم تبقى نادرة جدا. لذلك، قد تشمل الآثار الجانبية التهاب الجلد الدهني.  و لا يُتوقع أن يكون ضارًا أثناء الحمل أو الرضاعة الطبيعية.  إنه كينولون يعمل عن طريق منع أنزيميDNA gyrase A و التوبوإيزوميراز IV . 
تمت الموافقة على استخدام أوزينوكساسين طبيًا في كل من الولايات المتحدة و كندا في عام 2017.   في الولايات المتحدة، يبلغ سعر أنبوب 30 جرامًا من كريم 1% حوالي 340 دولارًا أمريكيًا اعتبارًا من عام 2021.  و تبلغ تكلفة هذا القدر في كندا حوالي 53 دولارا كنديًا. 